# Симеон Араницки
Симеон Араницки (Лединци, 2. фебруар 1870 — Стара Пазова, 6. октобар 1946) је био свештеник Српске православне цркве.

## Биографија
Потиче из врло угледне породице (отац му је био свештеник, деда учитељ, а прадед професор новоосноване Карловачке гимназије). Основну школу, гимназију, а потом и Богословију завршио је у Карловцима.
У Старој Пазови постављен је за пароха 1896. Подстакао је оснивање „Добротворне задруге Српкиња“ (касније "Коло српских сестара"). Своју велику љубав и посвећеност Старој Пазови он је описао у монографији „Православна српска парохија крајем 1911. године“. Симеон Араницки је био старешина Храма Светог Илије у Старој Пазови до своје смрти 1946. године. Због свог доприноса, сахрањен је у порти Српске православне цркве посвећене Светом Илији Громовнику у Старој Пазови.
По њему се зове основна школа у Старој Пазови.

## Галерија
- Гроб Симеона Араницког код храма Св. Илије у Старој Пазови
- Зграда ОШ Симеон Араницки у Старој Пазови